# Viborg-senderen
Viborg-senderen er en 316,1 meter høj gittermast fastspændt med stålbarduner nær Sparkær og ca. 10 km vest for Viborg, der anvendes til mobiltelefoni og digital TV-transmission. Masten står 1,4 km syd for Sparkær, og derfor kaldes masten undertiden lokalt for Sparkær-senderen.
Masten blev opført i 1989, som en af de 16 nybyggede hovedsendere i TV2’s sendenet, der blev etableret mellem 1988-89. Efter lukningen af det analoge fjernsynssendernet i Danmark natten til den 1. november 2009 har masten fungeret som digital tv-sender og mobilmast.
Masten står 46,0 meter over havet, og har dermed en totalhøjde over havet på 362,1 meter.